# Саур-Лейк (Техас)
Саур-Лейк (англ. Sour Lake) — місто (англ. city) в США, в окрузі Гардін штату Техас. Населення — 1773 особи (2020).

## Географія
Саур-Лейк розташований за координатами 30°8′9″ пн. ш. 94°24′0″ зх. д. / 30.13583° пн. ш. 94.40000° зх. д. (30.135844, -94.399895).  За даними Бюро перепису населення США в 2010 році місто мало площу 5,29 км², з яких 5,23 км² — суходіл та 0,06 км² — водойми. В 2017 році площа становила 6,11 км², з яких 6,00 км² — суходіл та 0,11 км² — водойми.

## Демографія
Згідно з переписом 2010 року, у місті мешкало 1813 осіб у 723 домогосподарствах у складі 497 родин. Густота населення становила 343 особи/км².  Було 781 помешкання (148/км²).
Расовий склад населення:
| - 92,1 % — білих - 2,3 % — чорних або афроамериканців - 0,9 % — азіатів - 0,4 % — корінних американців - 0,1 % — вихідців з тихоокеанських островів - 2,6 % — осіб інших рас |

До двох чи більше рас належало 1,7 %. Частка іспаномовних становила 5,1 % від усіх жителів.
За віковим діапазоном населення розподілялося таким чином: 25,9 % — особи молодші 18 років, 60,1 % — особи у віці 18—64 років, 14,0 % — особи у віці 65 років та старші. Медіана віку мешканця становила 37,3 року. На 100 осіб жіночої статі у місті припадало 99,2 чоловіків;  на 100 жінок у віці від 18 років та старших — 91,7 чоловіків також старших 18 років.
Середній дохід на одне домашнє господарство  становив 63 162 долари США (медіана — 50 030), а середній дохід на одну сім'ю — 73 851 долар (медіана — 60 000). Медіана доходів становила 51 875 доларів для чоловіків та 38 125 доларів для жінок. За межею бідності перебувало 8,1 % осіб, у тому числі 10,9 % дітей у віці до 18 років та 5,9 % осіб у віці 65 років та старших.
Цивільне працевлаштоване населення становило 790 осіб. Основні галузі зайнятості: будівництво — 18,5 %, освіта, охорона здоров'я та соціальна допомога — 18,4 %, роздрібна торгівля — 10,4 %, транспорт — 8,6 %.